# Macrogynoplax guayanensis
Macrogynoplax guayanensis és una espècie d'insecte plecòpter pertanyent a la família dels pèrlids.
La femella adulta fa 7,5 mm de llargària, les ales anteriors li fan 11,5 mm de llargada i és de color principalment groc amb les membranes alars de color groguenc clar amb iridescències verdes i rogenques.
Es troba a Sud-amèrica: Guyana.